# HBO Max
HBO Max és una plataforma de servei de televisió a la carta propietat de WarnerMedia. Va ser llançada als Estats Units el 27 de maig de 2020, a Amèrica Llatina i el Carib el 29 de juny de 2021; i a Andorra, Espanya i països nòrdics el 26 d'octubre de 2021.
El 2021 tenia 67,5 milions d'abonats a nivell mundial, incloent 43,5 milions d'abonats HBO Max als Estats Units, 3,5 milions d'abonats HBO només als Estats Units i 20,5 milions d'abonats a HBO Max. El 2021 HBO Max oferia al seu catàleg 5 produccions que estaven  en els 10 primers llocs de la llista de la BBC de les 100 millors sèries del segle XXI: "The wire", "Game of Thrones", "Podría destruirte", "The leftovers" i "Succession".
El 26 d'octubre de 2021 es va anunciar el seu aterratge a Espanya sense el català entre les opcions d'àudio. La Plataforma per la Llengua va calcular que els mes de 400 títols oferts que disposen de versió doblada o subtitulada en català, no estarien disponibles.

## Gestió
HBO Max es va formar sota la divisió d'Entreteniment de WarnerMedia, llavors dirigida per Robert Greenblatt. Kevin Reilly, president de WarnerMedia Entertainment Networks, que inclou la majoria dels canals d'entreteniment admesos de la companyia (TBS, TNT, i TruTV), també va rebre el paper d'oficial de contingut principal de HBO Max amb la responsabilitat de la programació original i contingut de la biblioteca. Andy Forssell va ser nomenat vicepresident executiu i director general del servei sota el control del CEO d'Otter Media, Tony Goncalves, qui dirigeix el desenvolupament. Casey Bloys, president de programació de HBO, va mantenir la supervisió del servei principal de HBO, però no va participar inicialment en la programació Max-exclusiva.
El 7 d'agost de 2020, WarnerMedia va anunciar una reestructuració important sota el nou president Jason Kilar, que va descriure com "una inclinació cap a aquest gran moment de canvi" cap als serveis directes al consumidor. Com a resultat, Greenblatt i Reilly van abandonar la companyia, i WarnerMedia Entertainment es va dissoldre, amb operacions de programació combinades amb Warner Bros en un nou grup d'Estudis i Xarxes sota el CEO d'aquest estudi, Ann Sarnoff. Bloys va rebre una supervisió completa de la programació de HBO i HBO Max, així com altres responsabilitats anteriors de Reilly, informant a Sarnoff. Forssell es va convertir en el cap de HBO Max, una nova unitat de negoci operatiu, sota l'autoritat de Kilar.

## Tecnologies i accessibilitat
En el seu llançament, HBO Max no suportava 4K, HDR o Dolby Atmos, però el suport a aquestes tecnologies es va planificar com a "part del full de ruta del producte HBO Max". El suport de 4K, HDR, i Atmos es va afegir a partir del llançament de Wonder Woman 1984, with amb WarnerMedia prometent afegir més contingut en aquests formats al llarg de 2021.
El servei va proporcionar suport de subtítols en el llançament, però inicialment no tenia suport per a l'audiodescripció (AD) per a aquells amb discapacitat visual. A l'octubre de 2020, el Consell Americà del Blind va anunciar que havia arribat a un acord amb WarnerMedia pel qual almenys 1.500 hores de contingut HBO Max estarà disponible amb AD per a finals de març de 2021, juntament amb altres millores d'accessibilitat al lloc web i aplicacions per a setembre de 2021. HBO Max va començar a publicar AD en títols seleccionats el 26 de març de 2021.